# Ramón Jaffé

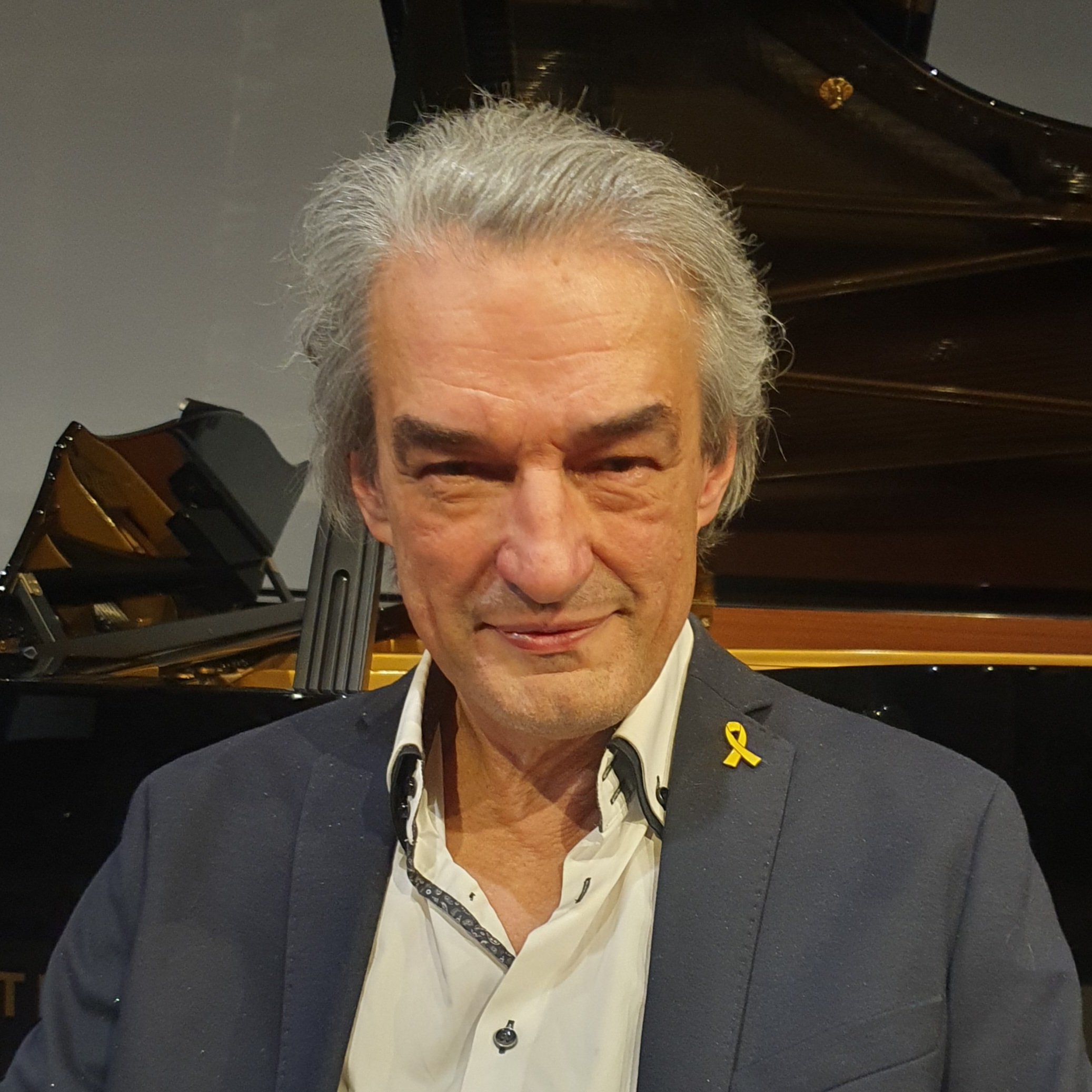
Ramón Jaffé 2025

Ramón Jaffé (geboren am 2. November 1962 in Riga) ist ein lettisch-deutsch-israelischer Cellist, Flamenco und Kammermusiker.

## Leben
Bereits mit vier Jahren erhielt Ramón Jaffé ersten Musikunterricht von seinem Vater Don Jaffé, der ihn bis zum Diplom als Lehrer zur Seite stand. In den frühen 1970er Jahren übersiedelte die Familie aus der Sowjetunion nach Israel und nach dem Jom-Kippur-Krieg in die Bundesrepublik Deutschland.
1978 erhielt Ramón Jaffé, zusammen mit dem Pianisten Marcus Pawlik, den zweiten Preis beim Internationalen Radiowettbewerb junger Musiker Concertino Praga. Von 1979 bis 1983 studierte er bei seinem Vater an der Hochschule für Künste Bremen und später bei Sándor Végh am Mozarteum in Salzburg. Er war Meisterschüler bei Daniil Borissowitsch Schafran und David Geringas. 1988 erlangte er sein Konzertexamen bei Boris Mironowitsch Pergamenschtschikow in Köln. Schon während seines Studiums begann seine Solistenkarriere. 1984 erlangte er einen 2. Platz beim Deutschen Musikwettbewerb und 1985 einen 3. Preis beim Casals-Wettbewerb in Budapest. Mit dem Piano Trio Salzburg erlangte 1986 er einen 2. Platz beim Internationalen Kammermusikwettbewerb Sergio Lorenzi in Triest. Als Kammermusiker konzertierte er zudem beim Belcanto-Strings-Streichtrio und beim Mendelssohn Trio Berlin.
Die Orchester, mit denen Ramón eine Zusammenarbeit verband, sind u. a. das DSO & BSO Berlin, Mozarteum Salzburg, Camerata Academica Salzburg, die Staatsphilharmonie Rheinland-Pfalz, die Stuttgarter Philharmoniker, das Stuttgarter Kammerorchester. Im Jahre 2004 trat er mit den Sankt Petersburger Philharmonikern auf. Im Wiener Musikverein spielte er ein Konzert im Rahmen der Wiener Festwochen. Mit dem Münchner Rundfunkorchester trat er unter der Leitung der Dirigenten Roberto Abbado, Marcello Viotti und Lawrence Foster auf. Weitere Dirigenten, mit denen er konzertierte, sind Andrei Boreiko, HK Gruber, Michail Jurowski, Leif Segerstam, Stefan Blunier und Ralf Weikert.
Ramón Jaffé gründete 1995 gemeinsam mit dem örtlichen Pfarrer Nikolaus Erber, Benjamin Schmid und Hansjörg Weisskopf das Kammermusikfest Hopfgarten in Tirol, dessen künstlerischer Leiter er bis heute ist.  Für diese Tätigkeit verlieh ihm das Bundesland Tirol 2015 den Tiroler Adler-Orden in silber. Von 2011 bis 2019 leitete er das Festival Middelburg in der niederländischen Provinz Zeeland. Im September 2020 übernahmen Ramón Jaffé und seine Tochter Serafina die künstlerische Leitung des neugegründeten Kammermusikfest Oberlausitz.
Neben dem klassischen Repertoire konzertierte Ramón Jaffé mit dem Jazz-Sänger Bobby McFerrin und dem Sitar-Virtuosen Pradeep Ratnayake sowie mit dem in Lebrija geborenen Flamenco-Gitarristen Pedro Bacan (1951–1997). Seine Flamenco-Konzerte setzt er mit dem Tänzer Miguelete und dem Gitarristen Johannes Hoffmann als Ramón Jaffé Trio weiter fort.
Ramón Jaffé unterrichtet an der Hochschule für Musik Carl Maria von Weber Dresden.

## Familie
Seine Tochter Serafina Jaffé (geb. 31. Oktober 1998 in Berlin) studierte ebenfalls Violoncello sowie Harfe. Vater und Tochter konzertieren auch gemeinsam.